# Pseudochelonarium stylops
Pseudochelonarium stylops là một loài bọ cánh cứng trong họ Chelonariidae. Loài này được Mequignon miêu tả khoa học đầu tiên năm 1935.